# 国鉄タキ64000形貨車
国鉄タキ64000形貨車（こくてつタキ64000がたかしゃ）は、1969年（昭和44年）に製作された、日本国有鉄道（国鉄）に車籍を有したガソリン専用の 64 t 積貨車（タンク車）である。

## 概要
50 t 積タンク車 タキ50000形 に続いて開発された大荷重タンク車で、1969年（昭和44年）に日本車輌製造本店（愛知県豊川市）で2両 （オタキ64000, オタキ64001） が製作された。
記号番号表記は特殊標記符号「オ」（全長 16 m 以上）を前置し「オタキ」と標記する。
2両とも日本石油（現：ENEOS）が所有し、根岸駅（神奈川県）を常備駅として運用された。
耐候性高張力鋼製のタンク体はタキ43000形に類似する異径胴で、両端部と中央部は直円柱形状、各々の接続部を斜円錐形状としたものである。タンク体に荷重や引張力を負担させる機能を付与し、台枠を車端部のみに簡略化した「フレームレス構造」もタキ43000形を踏襲したものである。台枠を省略したことで、自重はタキ50000形より約 5 t 軽量化された 25t 級に収まっている。外部塗色は黒色である。
荷重は標準的なタンク車２両分に相当する 64 t で、タンク内部中央に球面形状の隔壁を設けた2室構造である。これは事故でタンク体が破損したときの積荷漏洩を最小限に留めるための仕様で、積荷積載は2室をともに満載とし、1室のみに積載する「片積」を禁止する運用上の制約が定められた。タンク上部には各室2か所、合計4か所の積込口を設け、取り下ろしはタンク下部で2室から1本に接続された吐出管によって行う「上入れ下出し」方式である。
台車はタキ50000形と同様の三軸ボギー台車で、車軸を重荷重対応の 14 t 軸とし、軸受を密封コロ軸受として走行抵抗を低減させた TR79 形を使用する。
ブレーキ装置は自動積空切替機構を併設した自動空気ブレーキを設けるほか、留置用として回転ハンドル式の手ブレーキを車端部デッキ上に設ける。
タキ43000形で確立したフレームレス構造を用い、荷重を極限まで拡大した車両で、荷重 64 t、タンクの実容積 87.7 m3 は国鉄に在籍したタンク車の最大値である。石油製品の大消費地を近傍に擁する輸送拠点間の大量輸送を効率化する目的で開発されたが、運用上の制約が大きく汎用性に欠けることから量産に移行されることはなかった。
当初の目的であった石油製品の拠点間大規模輸送はタキ43000形の大量製作で賄われ、本形式は当初の目的を喪失した。タキ50000形と同様、大型車であるがゆえに運用上の制約が多く、本形式の稼働率は芳しいものではなかった。
1979年（昭和54年）10月より化成品分類番号「燃32」（燃焼性の物質、引火性液体、危険性度合1（大））が標記された。
1987年（昭和62年）の国鉄分割民営化に際しては、2両とも日本貨物鉄道（JR貨物）に車籍を承継されたが、1993年（平成5年）7月に2両とも廃車され形式消滅した。